# Стремоухов, Пётр Петрович
Пётр Петро́вич Стремоу́хов (30 января 1865, Рязань — 27 декабря 1951, Ницца) — глава ряда губерний Российской империи в 1904—1916 годах, сенатор (1917).

## Биография
Из потомственных дворян Рязанской губернии. Сын тайного советника Петра Дмитриевича Стремоухова (1828—1918) и жены его Екатерины Николаевны Биппен.
Будучи зачислен в пажи в 1876 году, поступил в Пажеский корпус 12 октября 1877 года. По окончании курса по 1-му разряду 7 августа 1885 года был произведен из камер-пажей в подпоручики лейб-гвардии Егерского полка. Был произведен в поручики 30 августа 1889 года. С 12 апреля 1889 по 12 января 1890 года, по климатическим условиям, был прикомандирован к 149-му пехотному Черноморскому полку, а с 12 января по 7 июня 1890 года — к 152-му пехотному Владикавказскому полку. 17 мая 1892 года вышел в запас гвардейской пехоты.
По выходе в запас был назначен чиновником особых поручений при варшавском генерал-губернаторе, возглавлял делопроизводство канцелярии. 8 сентября 1897 года назначен калишским вице-губернатором. 6 апреля 1903 года пожалован в камер-юнкеры. 16 октября 1904 года назначен исправляющим должность сувалкского губернатора. В 1906 году был пожалован в камергеры. 6 декабря 1907 года награждён чином действительного статского советника, а 21 декабря того же года утвержден в должности сувалкского губернатора.
В 1911 году был переведен в Саратовскую губернию. Гласный Саратовской городской думы И. Я. Славин вспоминал:

Пётр Петрович Стремоухов был у нас губернатором всего около полутора лет. Воспитанник Пажеского корпуса, камергер Его Величества, Стремоухов представлял собою симпатичного, добродушного, «барственного» губернатора, страстно любившего охоту. Он очень часто целыми днями проводил время на охоте в самой разношерстной и разночинной компании. На охоте он был со всеми равен и одинаково обходителен и любезен. Делами по управлению губернией больше заведовал вице-губернатор П. М. Боярский, что откровенно и публично признал сам Стремоухов на торжественном прощальном обеде перед отъездом из Саратова.
— И. Я. Славин Минувшее — пережитое. // журнал «Волга», № 12 за 1999 год.
В преддверии юбилейных торжеств по случаю 300-летия дома Романовых, 31 декабря 1912 года был переведен в Костромскую губернию. В следующем году был пожалован в должность егермейстера и удостоен Высочайшей благодарности. В 1915 году был назначен варшавским губернатором, а в 1916 году — директором департамента общих дел МВД. 1 января 1917 года был пожалован в егермейстеры, а 3 февраля 1917 назначен сенатором.
Помимо службы состоял действительным членом Холмского православного церковно-приходского попечительства, пожизненным почетным членом Костромского губернского попечительства детских приютов, почетным членом: Варшавского православного Свято-Троицкого братства, калишского отдела Российского общества покровительства животным, Понемонской вольной пожарной дружины, Сувалкского общества сельского хозяйства, саратовского отделения Императорского общества охоты; почетным председателем: сувалкского и саратовского отделений общества «Русское зерно», Вержболовского пожарного общества, Императорского саратовского аэро-клуба, а также почетным гражданином Сувалок.
После Октябрьской революции выехал на Кавказ. В Гражданскую войну занимал должности помощника начальника Минераловодского района, помощника главноначальствующего Северного Кавказа и Астраханского края при генерале Деникине. В 1920 году эвакуировался в Константинополь на пароходе «Витязь».
В эмиграции в Болгарии, работал в Национальной библиотеке. Позднее переехал в Югославию. В 1926 году был делегатом Российского зарубежного съезда в Париже от русской эмиграции в Турции. В следующем году переехал в Париж, работал кассиром в ресторане. Состоял секретарем Общества защиты собственности русских эмигрантов, членом Союза ревнителей памяти императора Николая II, а также Объединения лейб-егерей и Гвардейского объединения. Выступал с лекциями и докладами по истории русской культуры, русской революции. Публиковался в эмигрантских журналах: «Русская летопись», «Казачий журнал», «Россия». В «Русской летописи» поместил очерк «Император Николай II и русское общество в конце его царствования в освещении иностранцев» (Книга седьмая. — Париж, 1925). Оставил воспоминания о службе «Все в прошлом» (машинописные).
В 1934 году переехал в Ниццу, последние годы жил в Русском доме. Скончался там же в 1951 году. Похоронен на русском кладбище Кокад.

## Семья

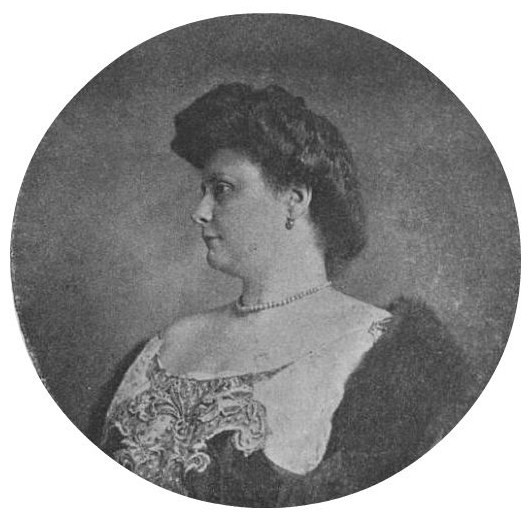
Софья Александровна, жена

Был женат на Софье Александровне Салтыковой, дочери начальника военно-походной канцелярии, генерал-лейтенанта А. М. Салтыкова (1828—1903). Была одним из учредителей Саратовской консерватории; состояла попечительницей Мариинского и Галкина-Враского приютов в Саратове; в период губернаторства мужа в Костроме была попечительницей Александринского детского приюта (1913—1915). С началом Первой мировой войны работала сестрой милосердия в лазарете Красного Креста на Нижней Дебре. Их сын:
- Александр (1893—после 1954), выпускник Пажеского корпуса (1913), офицер лейб-гвардии Сапёрного полка. Участник Первой мировой войны и Белого движения. В эмиграции.

## Награды

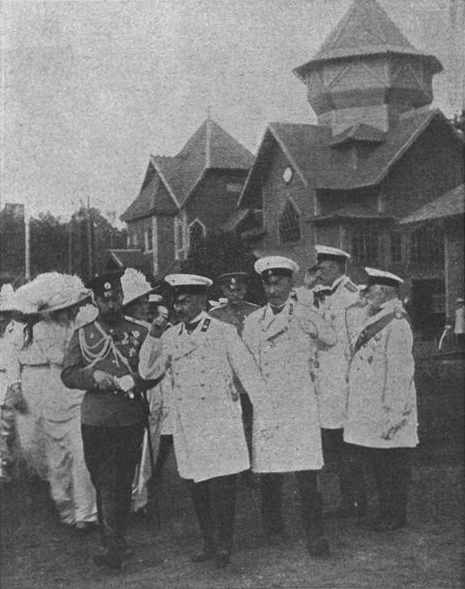
С Николаем II на земской выставке в Костроме

За свою службу Стремоухов был награждён многими русскими и иностранными орденами, в их числе:
- Орден Святой Анны 2-й степени (1901)
- Орден Святого Владимира 4-й степени (1904)
- Орден Святого Владимира 3-й степени (1910)
- Высочайшая благодарность (1913)
- Орден Святого Станислава 1-й степени (1913)
- Орден Святой Анны 1-й степени (1915 год)
- знак отличия «за труды по землеустройству»

Иностранные:
- сиамский орден Белого слона 4-й степени
- персидский орден Льва и Солнца 1-й степени
- черногорский орден Князя Даниила I 2-й степени (1909)